# Mirope di Chio
Mirope di Chio (Efeso, III secolo – Chio, III secolo) fu una giovane cristiana che durante le persecuzione di Decio, insieme alla madre (era orfana di padre), si trasferì sull'isola di Chio.
Quando il governatore dell'isola, nel 251, fece uccidere Isidoro di Chio, Mirope, insieme a Sant'Ammone, ne raccolse i resti e diede ad essi sepoltura, probabilmente nella località di Chora presso Chio ove, nel V secolo, San Marciano fece costruire un tempio di cui rimane traccia.
La sua festa è celebrata il 13 luglio dalla Chiesa cattolica e il 2 dicembre da quella ortodossa.